# Strobilomyces
Strobilomyces Berk. (szyszkowiec) – rodzaj grzybów z rodziny borowikowatych (Boletaceae). W Polsce występuje jeden gatunek.

## Charakterystyka
Grzyby kapeluszowe o kapeluszu pokrytym grubymi i odstającymi łuskami. Wysyp zarodników brązowopurpurowy, zarodniki siateczkowate.

## Systematyka i nazewnictwo
Pozycja w klasyfikacji według Index Fungorum: Boletaceae, Boletales, Agaricomycetidae, Agaricomycetes, Agaricomycotina, Basidiomycota, Fungi.
Synonim nazwy naukowej: Eriocorys Quél.
Nazwę polską nadała Alina Skirgiełło w 1960 r., wcześniej Franciszek Błoński używał nazwy łuskogrzyb.

## Niektóre gatunki
- Strobilomyces alpinus M. Zang, Y. Xuan & K.K. Cheng 1985
- Strobilomyces annulatus Corner 1972
- Strobilomyces areolatusosus J.Z. Ying & H.A. Wen 2001
- Strobilomyces confusus Singer 1945
- Strobilomyces coturnix Bouriquet 1946
- Strobilomyces foveatus Corner 1972
- Strobilomyces giganteus M. Zang 1985
- Strobilomyces gilbertianus Heinem. & Rammeloo 1995
- Strobilomyces glabellus J.Z. Ying 1985
- Strobilomyces hongoi Hirot. Sato 2011
- Strobilomyces immutabilis Bouriquet 1946
- Strobilomyces kalimpongensis Bose 1946
- Strobilomyces latirimosus J.Z. Ying 1985
- Strobilomyces mollis Corner 1972
- Strobilomyces parvirimosus J.Z. Ying 1987
- Strobilomyces pauper Singer 1983
- Strobilomyces porphyrius Pat. & C.F. Baker 1918
- Strobilomyces sanmingensis N.L. Huang 2002
- Strobilomyces seminudus Hongo 1983
- Strobilomyces strobilaceus (Scop.) Berk. 1851 – szyszkowiec łuskowaty
- Strobilomyces subnigricans J.Z. Ying 1987
- Strobilomyces subnudus J.Z. Ying 1985
- Strobilomyces velutinus J.Z. Ying 1985
- Strobilomyces verruculosus Hirot. Sato 2009
- Strobilomyces zangii Gelardi 2013

Nazwy naukowe na podstawie Index Fungorum. Nazwy polskie według Władysława Wojewody.